# اچ‌ام‌اس ابرگاونی (۱۷۹۵)
اچ‌ام‌اس ابرگاونی (۱۷۹۵) (به انگلیسی: HMS Abergavenny (1795)) یک کشتی بود که طول آن ۱۶۰ فوت ۶ ۱⁄۲ اینچ (۴۸٫۹ متر) بود. این کشتی در سال ۱۷۸۹ ساخته شد.